# Semecarpus aruensis
Semecarpus aruensis är en sumakväxtart som beskrevs av Adolf Engler. Semecarpus aruensis ingår i släktet Semecarpus och familjen sumakväxter. Inga underarter finns listade i Catalogue of Life.